# 本多忠胤
本多 忠胤（ほんだ ただたね）は、江戸時代後期の三河国岡崎藩の世嗣。

## 略歴
4代藩主・本多忠考の長男として誕生。妻は里子。子は本多忠敬（長男）、本多敏樹。
岡崎藩嫡子だったが、病弱を理由に廃嫡された。代わって、讃岐国高松藩から忠民が養子に迎えられ嫡子となった。